# Simeon Bouro
Hon. Simeon Bouro (* 25. Dezember 1959 in Kwailabesi, North Malaita, Malaita) ist ein Diplomat und Politiker der Salomonen, der unter anderem zwischen 2001 und 2006 Mitglied des Nationalparlaments war, verschiedene Ministerposten bekleidete und seit 2013 Botschafter in Kuba ist.

## Leben
Simeon Bouro absolvierte nach dem Schulbesuch ein Studium der Forstwirtschaft, welches er mit einem Bachelor of Science (B.S. Forestry) beendete. Er war unter anderem zwischen 1992 und 1998 als Leitender Konsularbeamter am Generalkonsulat in Brisbane sowie als Manager für Unternehmensangelegenheiten der Fluggesellschaft Pacific Air Express tätig, die von 1993 bis 2021 bestand. Am 5. Dezember 2001 wurde er als zum Mitglied des Nationalparlaments gewählt und vertrat in diesem den Wahlkreis East Honiara Constituency bis zum 5. April 2006, wobei er sich der Vereinigung der parteilosen Parlamentsmitglieder AIMP (Association of Independent Members of Parliament) anschloss.
Im Kabinett von Premierminister Sir Allan Kemakeza fungierte er zwischen dem 4. Februar und dem 20. Dezember 2005 zunächst als Minister für Kommunikation, Luftfahrt und Meteorologie (Minister for Communication, Aviation & Meteorology) sowie nach einer Kabinettsumbildung von Januar bis zum 15. Februar 2006 als Minister für Bergbau und Energie (Minister for Mines and Energy), ehe er nach einer neuerlichen Kabinettsumbildung zwischen dem 16. Februar und dem 20. April 2006 als Minister für Polizei, nationale Sicherheit, Justiz und Rechtsangelegenheiten (Minister for Police, National Security, Justice and Legal Affairs). Seit 2013 ist er Botschafter in Kuba.
Aus seiner Ehe mit Eileen Bouro gingen die drei Söhne Bryan, Karl und Andrew hervor.

## Veröffentlichung
- Simeon Bouro, Clive Moore: „Solomon Islands in Pictures“ (Onlineversion). In: University of Queensland. Abgerufen am 24. Februar 2024 (englisch).